# 奥特洛战役

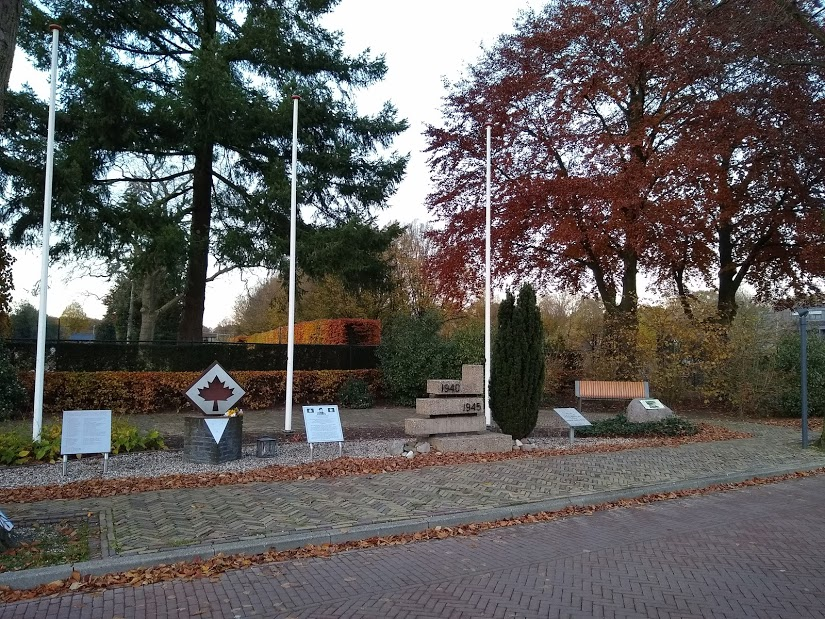
奧特洛戰役紀念碑

奥特洛战役是1945年4月16-17日间在荷兰发生的一場戰役。当时，被围困在荷兰梵高国家森林公园的德军部队袭击了已经被盟军攻佔的荷兰村庄奥特洛，双方爆发衝突，其间发生了白刃战。最终，在动用了喷火装甲车辆后，盟军取胜，德军遭受较大伤亡。